# Яново-Грушевский
Яново-Грушевский — хутор в Октябрьском районе Ростовской области.
Входит в состав Красюковского сельского поселения.

## География

### Улицы
| - ул. Агролес, - ул. Береговая, - ул. Восточная, - ул. Горная, - ул. Грушевская, - ул. Дружбы, - ул. Комсомольская, | - ул. Кооперативная, - ул. Короткий, - ул. Красноармейская, - ул. Крестьянская, - ул. Лесная, - ул. Набережная, - ул. Новая, | - ул. Огородняя, - ул. Подгорная, - ул. Ракетная, - ул. Речная, - ул. Северная, - ул. Титова, - ул. Учительская, | - ул. Центральная, - ул. Ярославская, - ул. Дачный, - ул. Речной, - пер. Советский. |

## Население
| 2010 |
| ---- |
| 1512 |